# Griffon bleu de Gascogne
Il griffon bleu de Gascogne, grazie alla sua velocità, è un eccellente cacciatore di lepri, ed il suo fine odorato gli permette inoltre di essere un ottimo ausiliare per la traccia del cinghiale. 
Originario della Guascogna e della zona pirenaica della Francia, la razza deriva dall'incrocio del Grand Bleu de Gascogne con alcune razze di griffoni.
Dopo essere quasi scomparsa dalla cinofilia ufficiale, la razza gode ora di un importante rinnovamento.e va a caccia

## Caratteristiche fisiche

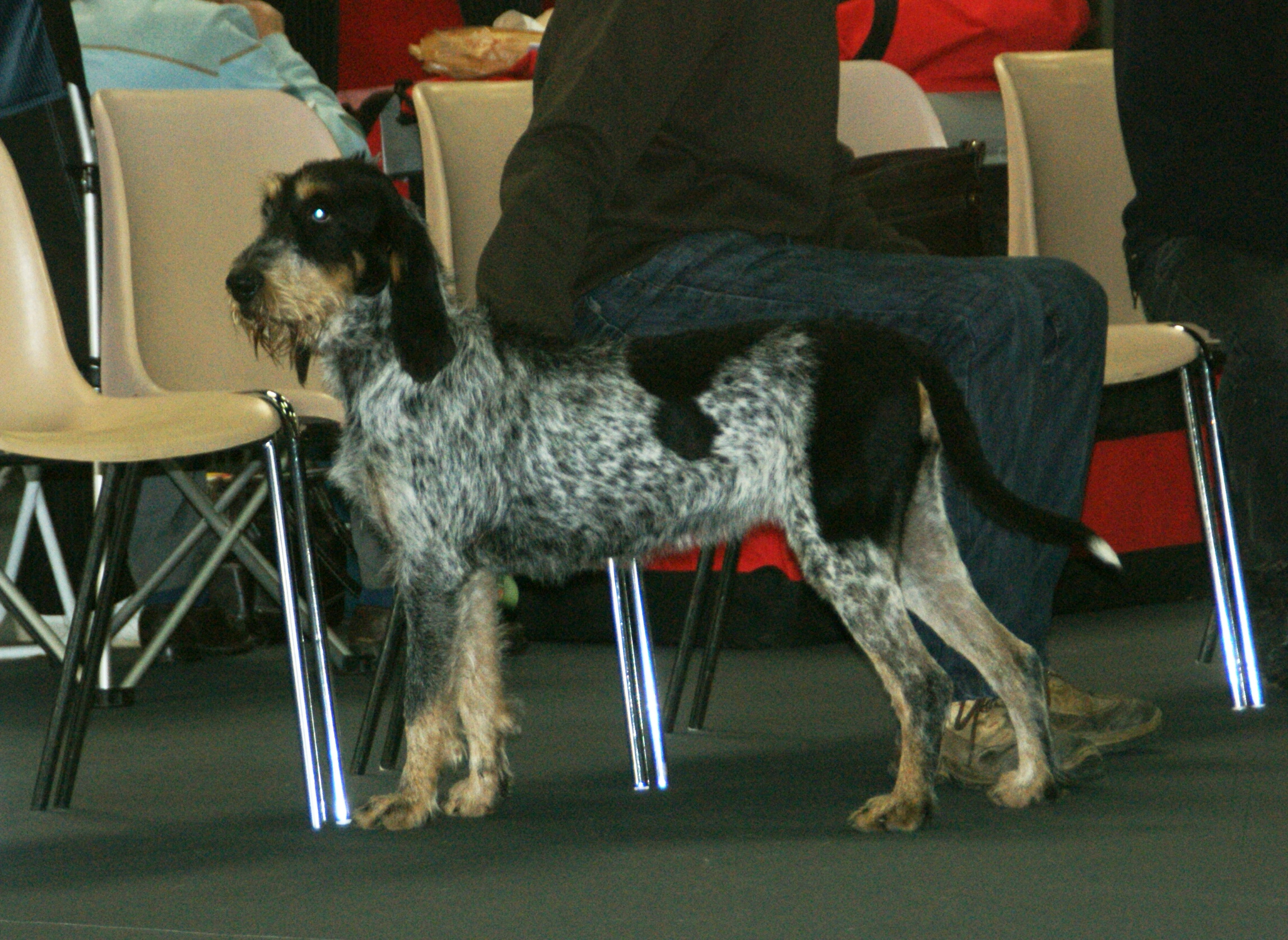
Una femmina di Griffon Bleu de Gascogne.

Griffone dall'aspetto rustico, di solida corporatura e basso sugli arti, questo cane è dotato di pelo duro e ruvido, non troppo lungo, con mantello interamente moschettato (nero e bianco), che dà un riflesso blu-ardesia, macchie nere più o meno estese, e focature sulle arcate sopracciliari, sulle guance, sulle labbra ecc.
La testa è asciutta, con stop non troppo marcato e canna nasale diritta o lievemente montonina. Il tartufo è nero e largo, con narici ben aperte.
Gli occhi sono di forma ovale e color castano scuro. Le orecchie, di media lunghezza, morbide e poco appuntite, sono attaccate basse e accartocciate.
La coda è abbastanza lunga e portata a sciabola.

## Temperamento
Il fine olfatto, la voce sonora, la diligenza nel modo di cacciare, l'ardore ed il coraggio ne fanno un ottimo cane da caccia.
È inoltre un animale dolce ed affettuoso, ed è per questo apprezzato anche come cane da compagnia.